# Baleseti adó
A baleseti adó a fogyasztást terhelő adó.

## Története
A baleseti adóra vonatkozó szabályozást a 2011: CLVI. törvény 193. §-a iktatta be a népegészségügyi termékadóról szóló 2011. évi CIII. törvénybe, annak II. fejezeteként (11/A–11/I. §§).

## Adótényállás

### Adóalany
Az adó alanya a magyarországi telephelyű gépjármű üzemben tartója, illetve amennyiben a gépjármű telephelye más tagállamban van, akkor a gépjármű tulajdonosa.

### Adótárgy
Az adótárgy a kötelező gépjármű-felelősségbiztosításról szóló törvény szerinti biztosítási kötelezettség.

### Adóalap
Az adóalap az éves kötelező gépjármű-felelősségbiztosítási díj.

### Adómérték
Az adómérték az adóalap 30%-a, de a biztosító kockázatviselésével érintett időtartam naptári napjaira naponta legfeljebb 83 forint/gépjármű.

## Külső hivatkozások
- http://www.njt.hu